# بارتن (مریلند)
بارتن (به انگلیسی: Barton) شهری در ایالت مریلند کشور ایالات متحده آمریکا است که جمعیت آن در سرشماری سال ۲۰۱۰ میلادی، ۴۵۷ نفر بوده‌است.